# Élections sénatoriales de 2020 dans la Creuse
Les élections sénatoriales dans la Creuse ont lieu le dimanche 27 septembre 2020. Elles ont pour but d'élire les sénateurs représentant le département au Sénat pour un mandat de six années.

## Contexte départemental
Lors des élections sénatoriales de 2014 dans la Creuse, deux sénateurs ont été élus : Éric Jeansannetas et Jean-Jacques Lozach.
Depuis, tous les effectifs du collège électoral des grands électeurs ont été renouvelés, avec les élections départementales de 2015, les élections régionales de 2015, les élections législatives de 2017 et les élections municipales de 2020.

## Sénateurs sortants
| Sénateur | Sénateur            | Parti | Fonctions lors de l'élection en 2014           |
| -------- | ------------------- | ----- | ---------------------------------------------- |
|          | Éric Jeansannetas   | PS    | Conseiller général, adjoint au maire de Guéret |
|          | Jean-Jacques Lozach | PS    | Sénateur sortant, président du conseil général |

## Présentation des candidats et des suppléants
Les nouveaux représentants sont élus pour une législature de 6 ans au suffrage universel indirect par les 481 grands électeurs du département. Dans la Creuse, les sénateurs sont élus au scrutin majoritaire à deux tours. Leur nombre reste inchangé, deux sénateurs sont à élire. Il y aura plusieurs candidats dans le département, chacun avec un suppléant.
| N°  | Candidats | Candidats              | Parti | Principales fonctions                                                |
| --- | --------- | ---------------------- | ----- | -------------------------------------------------------------------- |
| T 1 |           | Stéphane Briault       | PCF   |                                                                      |
| s 1 |           | Martialle Robert       | PCF   | Conseillère municipal de Guéret                                      |
|     |           |                        |       |                                                                      |
| T 2 |           | Stéphane Maisonneuve   | PCF   | Adjoint au maire de Saint-Vaury                                      |
| s 2 |           | Sylvie Beugras         | PCF   |                                                                      |
|     |           |                        |       |                                                                      |
| T 3 |           | Quentin Picquenot      | EÉLV  | Adjoint au maire de Le Grand-Bourg                                   |
| S 3 |           | Pierriette Bidon       | EÉLV  |                                                                      |
|     |           |                        |       |                                                                      |
| T 4 |           | Jean-Jacques Lozach    | PS    | Sénateur sortant, conseiller départemental                           |
| s 4 |           | Armelle Martin         | PS    | Adjointe au maire de Saint-Vaury                                     |
|     |           |                        |       |                                                                      |
| T 5 |           | Éric Jeansannetas      | PS    | Sénateur sortant, conseiller départemental                           |
| s 5 |           | Françoise Simon        | PS    | Maire d'Auzances                                                     |
|     |           |                        |       |                                                                      |
| T 6 |           | Vincent Turpinat       | LREM  | Maire de Jarnages                                                    |
| s 6 |           | Ludivine Chatenet      | LREM  | Conseillère municipale de Montaigut-le-Blanc                         |
|     |           |                        |       |                                                                      |
| T 7 |           | Laurent Daulny         | LR    | Conseiller départemental, maire de Dun-le-Palestel                   |
| s 7 |           | Marie-Christine Bunlon | LR    | Conseillère départementale, maire de Blaudeix                        |
|     |           |                        |       |                                                                      |
| T 8 |           | Patrice Morançais      | LR    | Conseiller départemental, maire de Saint-Chabrais                    |
| s 8 |           | Marie-Thérèse Vialle   | LR    | Conseillère départementale, conseillère municipale d'Évaux-les-Bains |
|     |           |                        |       |                                                                      |
| T 9 |           | Damien Demarigny       | RN    |                                                                      |
| s 9 |           | Rosélia Giero          | RN    |                                                                      |
|     |           |                        |       |                                                                      |

## Résultats
| Candidats                | Candidats                | Parti                    | Nuance                   | Premier tour | Premier tour | Second tour | Second tour |
| Candidats                | Candidats                | Parti                    | Nuance                   | Voix         | %            | Voix        | %           |
| ------------------------ | ------------------------ | ------------------------ | ------------------------ | ------------ | ------------ | ----------- | ----------- |
|                          | Jean-Jacques Lozach      | PS                       | SOC                      | 239          | 50,74        |             |             |
|                          | Éric Jeansannetas        | PS                       | SOC                      | 167          | 35,46        | 191         | 43,51       |
|                          | Patrice Morançais        | LR                       | DVD                      | 165          | 35,03        | 179         | 40,77       |
|                          | Laurent Daulny           | LR                       | DVD                      | 122          | 25,90        | Retrait     | Retrait     |
|                          | Vincent Turpinat         | LREM                     | REM                      | 103          | 21,87        | 66          | 15,03       |
|                          | Quentin Picquenot        | EÉLV                     | VEC                      | 44           | 9,34         | Retrait     | Retrait     |
|                          | Stéphane Maisonneuve     | PCF                      | COM                      | 23           | 4,88         | Retrait     | Retrait     |
|                          | Stéphane Briault         | PCF                      | COM                      | 12           | 2,55         | Retrait     | Retrait     |
|                          | Damien Demarigny         | RN                       | RN                       | 6            | 1,27         | 3           | 0,68        |
|                          |                          |                          |                          |              |              |             |             |
| Votes valides            | Votes valides            | Votes valides            | Votes valides            | 471          | 97,92        | 439         | 91,46       |
| Votes blancs             | Votes blancs             | Votes blancs             | Votes blancs             | 1            | 0,21         | 15          | 3,13        |
| Votes nuls               | Votes nuls               | Votes nuls               | Votes nuls               | 9            | 1,87         | 26          | 5,42        |
| Total                    | Total                    | Total                    | Total                    | 481          | 100          | 480         | 100         |
| Abstention               | Abstention               | Abstention               | Abstention               | 2            | 0,41         | 3           | 0,62        |
| Inscrits / participation | Inscrits / participation | Inscrits / participation | Inscrits / participation | 483          | 99,59        | 483         | 99,38       |